# Кодекс Тривульцио

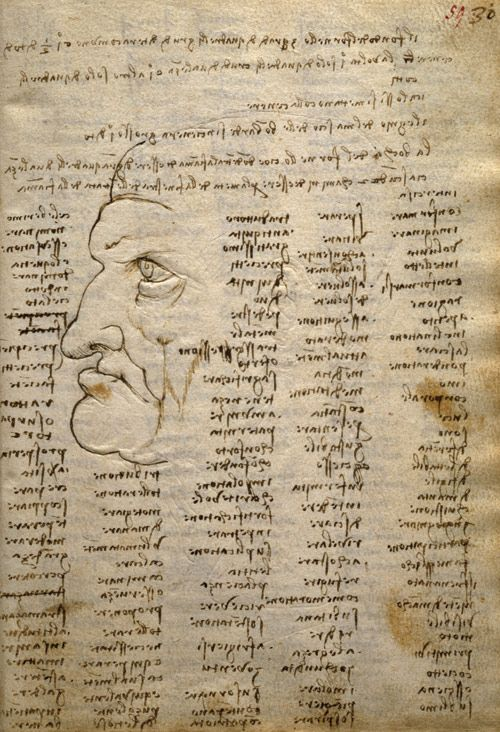

Кодекс Тривульцио — манускрипт Леонардо да Винчи, состоящий из 62 листов (сохранилось лишь 55). Он состоит из длинных списков слов, скопированных Леонардо из различных источников (таким образом да Винчи пытался улучшить своё знание языка и грамматики). Кроме того, в нём содержится информация на военные темы и исследования религиозной архитектуры.